# Анко
Анко, паста адзуки, сладкая бобовая паста — уваренные с сахаром или мёдом бобы фасоли угловатой. Анко была изобретена в Китае. Используется в японской, китайской, корейской кухнях.

## Разновидности
Сорт анко определяется консистенцией.

### Китайская кухня
- Перетёртая анко: адзуки варят с сахаром и перетирают в пасту. Получается мягкая субстанция с частицами фасолевой оболочки. Сила и тщательность перетирания зависят от желаемой консистенции пасты. Иногда в готовую анко добавляют целые варёные с сахаром бобы. Перетёртая анко — самый распространённый вид в китайской кухне.
- Мягкая анко: фасоль варят без сахара, перетирают и разводят до консистенции кашицы. Затем вторично протирают, через сито, для удаления оболочек бобов, фильтруют через марлю. Хотя после фильтрации в анко можно добавить сахар и готовить с ней блюда, обычно перед использованием в мягкую анко добавляют масло. Начинка в китайских сладостях готовится из мягкой анко.

### Японская кухня
- Цубу ан (яп. 粒餡) — цельные бобы, сваренные с сахаром.
- Цубуси ан (яп. 潰し餡) — растёртые варёные с сахаром бобы.
- Коси ан (яп. 漉し餡) — фильтрованная цубуси-ан; наиболее распространённый вид.
- Сараси ан (яп. 晒し餡) — высушенная и затем восстановленная с помощью кипятка.

## Этимология
В японском языке для анко существуют следующие названия: ан (яп. 餡), анко (яп. 餡子), огура (яп. 小倉). Строго говоря, слово ан может означать пасту из любых бобов, хотя обычно подразумевается адзуки. Паста из других видов зернобобовых называются: сироан (яп. 白餡, паста из белой фасоли), куриан (яп. 栗餡, каштановая).
Аналогично, китайское слово доуша (豆沙) может означать любую пасту, а хундоуша (紅豆沙) — это анко.

## Использование

### Китай
- Хундоутан (кит. упр. 紅豆湯/紅豆沙, пиньинь hóngdòutāng / hóngdòushā, палл. хундоутан / хундоуша) — суп из жидкой анко. Часто готовится с танъюань и семенами лотоса.
- Танъюань (кит. упр. 湯圓, пиньинь tāng yúan, палл. танъюань): клёцки из рисовой клейковины со сладкой начинкой.
- Цзунцзы (кит. упр. 粽子, пиньинь zòng zĭ, палл. цзунцзы): голубцы из рисовой клейковины и анко, завёрнутых в бамбуковые листья. Рис для цзунцзы приготавливается особым образом.
- Юэбин (кит. упр. 月餅, пиньинь yùe bíng, палл. юэбин): кекс с начинкой. Юэбин делают с растёртыми семенами лотоса, анко и другими начинками.
- Баоцзы (кит. упр. 豆沙包, пиньинь dòu shā bāo, палл. доушабао): пирожки на пару.
- Хундоугао (кит. упр. 红豆糕, пиньинь hóng dòu gāo, палл. хундоугао)

### Япония
- Аммицу, десерт из анко, агар-агара и кусочков фруктов, подаётся политый сиропом.
- Ан-пан, выпечка, начинённая анко.
- Дайфуку, моти с начинкой из анко.
- Данго, шарики из рисовой муки, часто сверху покрываются анко.
- Дораяки, два японских бисквита, между которыми находится слой анко.
- Мандзю, паровой пирожок с начинкой из анко.
- Сируко или дзэндзай, сладкий суп с анко.
- Тайяки, печенье в форме рыбки, начинённое анко.
- Ёкан, желе с анко.
- Анкояки, анко на гриле.

### Корея
- Парам тток
- Пунъоппан
- Чхальпориппан — похожее на дораяки изделие из ячменного теста[1][2].
- Хоппан
- Кёнджу
- Пхатпинсу
- Пхаттанджа (팥단자)
- Пхатчук — суп
- Пхатток (팥떡) — тток с анко
  - Пхатт сирутток
- Сонпон, подвид ттока, корейских рисовых пирожков. Некоторые виды сонпона начиняют анко[3][4].

## Культурное влияние
- Персонаж аниме Наруто Анко Митараси получила имя по названию своей любимой еды, пасты анко и митараси данго.
- Мультипликационный герой Anpanman — это антропоморфный ан-пан.
- В классической новелле Нацумэ Сосэки Ваш покорный слуга кот профессор пристрастился к анко; жена профессора винит анко в провоцировании диспепсии у мужа и больших счетов за еду.
- Персонажа аниме «Tamako Market» Анко Китасиракаву, родившуюся в семье продавца моти, назвали так в честь анко.